# Fields of Honor
Fields of Honor è un film muto del 1918 diretto da Ralph Ince (con il nome Ralph W. Ince). Nel ruolo delle sorelle Messereau le vere sorelle Marguerite e Mae Marsh.

## Trama
Marie Messereau, il fratello Paul e la sorella Helene insieme a Hans Grossman, il fidanzato tedesco di Helene, emigrano dalla Francia agli Stati Uniti, la terra promessa. Tutti e quattro trovano un lavoro e la vita prosegue felicemente fino allo scoppio della prima guerra mondiale, quando i due giovani uomini devono partire per l'Europa, richiamati sotto le armi.
Rimasta in America, Marie respinge un corteggiatore che, per vendicarsi, racconta a Robert Vorhis, il suo innamorato, che Marie è una ragazza facile. Vorhis, per dimenticarla, parte per la California con i genitori. Helene si ammala di tubercolosi e quando Marie, alla ricerca di un ospedale che possa accogliere la sorella, chiede ad alcuni uomini il loro indirizzo, viene arrestata per prostituzione. Il padre di Robert, il giudice Vorhis, la proscioglie da ogni accusa. Ma, quando Marie ritorna a casa, scopre che sia Paul che Hans sono rimasti uccisi in battaglia e che Helene, disperata, si è suicidata. Distrutta, Marie decide di tornarsene in Francia: mentre sta per salire sulla passerella della nave che la riporterà in patria, viene raggiunta da Robert che non ha potuto dimenticarla.

## Produzione
Il film fu prodotto dalla Goldwyn Pictures Corporation.

## Distribuzione
Distribuito dalla Goldwyn Distributing Company, il film uscì nelle sale cinematografiche USA il 14 gennaio 1918.

## Accoglienza
Il film viene citato in Moguls & Movie Stars: A History of Hollywood, un documentario sul mondo del cinema del 2010 scritto da Jon Wilkman e narrato dalla voce di Christopher Plummer.